# Post Carbon Institute
 (septembre 2014).
Si vous disposez d'ouvrages ou d'articles de référence ou si vous connaissez des sites web de qualité traitant du thème abordé ici, merci de compléter l'article en donnant les références utiles à sa vérifiabilité et en les liant à la section « Notes et références ».
Post Carbon Institute (PCI) est un think tank qui fournit des informations et analyses sur le changement climatique, le tarissement des ressources énergétiques et d'autres problèmes liés au développement durable. Les membres de cette organisation sont spécialisés dans différents champs de compétences attachés aux missions principales de cette association comme les ressources fossiles, les énergies renouvelables, la nourriture, l'eau et la population. Post Carbon Institute est une organisation non gouvernementale basée à Santa Rosa en Californie.
- Julian Darley (en)
- Bill McKibben (350.org)
- William E. Rees